# Христианство в Бразилии

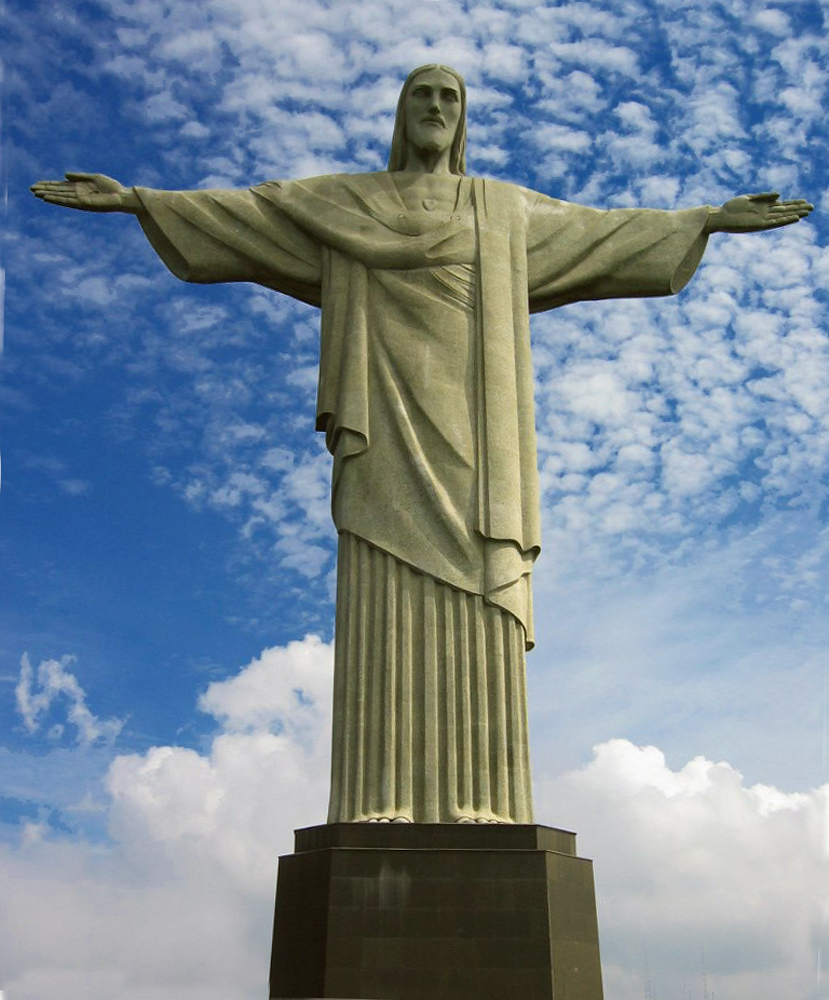
Статуя Христа-Искупителя в Рио-де-Жанейро

Христианство в Бразилии — крупнейшая религия в стране. По данным энциклопедии «Религии мира» Дж. Г. Мелтона в 2010 году в Бразилии проживало 181 млн христиан, которые составляли 90,9 % жителей этой страны.
Справочное издание «Операция мир» насчитало в стране 550 различных христианских деноминаций. По всей стране открыто 241,5 тыс. христианских церквей.
Христианство в Бразилии, помимо бразильцев, исповедуют большинство живущих в стране японцев, португальцев, немцев, цыган, итальянцев, испанцев, поляков, русских, армян, корейцев, американцев, украинцев, венгров, румын, сербов, англичан, греков и др. В христианство перешло и значительное число коренных народов Бразилии — тикуна, кайнганги, кайва, гуажажара, потигуара, шаванте, шукуру, паташо, мундуруку, мура, сатере-маве, гуарани, каяпо, панкарару, вапишана, банива, каража, шеренте, табажара, вайвай и др.

## Католицизм

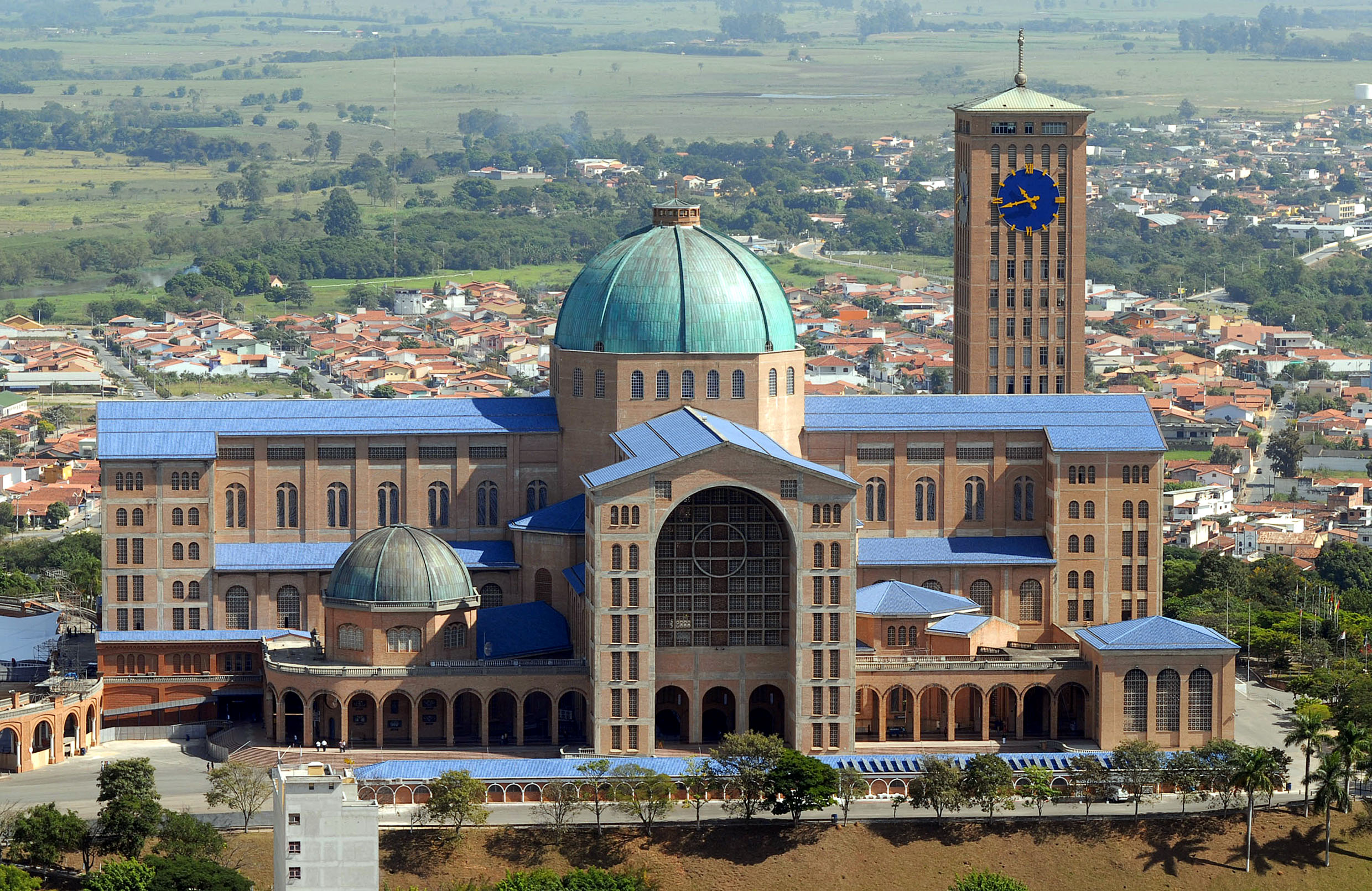
Базилика национального святилища Богоматери Апаресиды

Считается, что первую католическую мессу в Бразилии отслужил на Пасху 1500 года священник, плывший с «первооткрывателем Бразилии» Кабралом. Первые пять иезуитских миссионеров во главе с Мануэлом да Нобрегой высадились в Бразилии в 1549 году. В XVII веке в стране активно работали миссионеры из различных орденов (францисканцы, бенедиктинцы, доминиканцы, капуцины, кармелиты), основывая монастыри и школы для индейцев. После провозглашения независимости Бразилии (1822) была принята первая бразильская конституция. Она объявляла Римско-католическую церковь государственной, гарантируя при этом свободу совести. Провозглашение в 1889 году Бразилии республикой повлекло отделение церкви от государства.
В ходе переписи населения в 2010 году к католической церкви себя отнесли 123 млн бразильцев (64,6 % населения Бразилии), что делает Бразилию крупнейшей в мире католической страной. Это число включает в себя и верующих восточнокатолических церквей. Самые крупные группы восточных католиков представляют марониты (485 тыс.) и мелькиты (433 тыс.). Украинцы-униаты, объединённые в Архиепархию святого Иоанна Крестителя, насчитывают 172 тыс. верующих. Помимо римских католиков, в Бразилии действуют различные церкви т. н. неримских католиков. Самой крупной подобной организацией является Бразильская католическая апостольская церковь (561 тыс. в 2010 году). Церковь откололась от Рима в 1945 году и относится к группе консервативных католиков. В Бразилии также действуют 13 приходов Священнического братства святого Пия X.

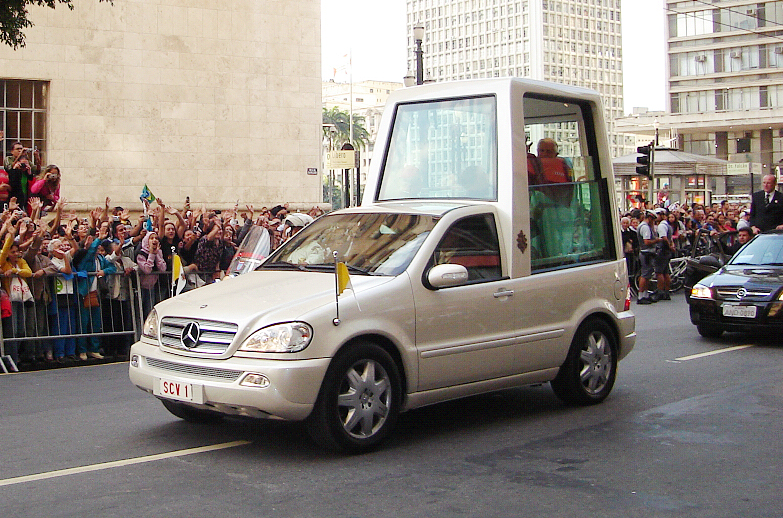
Папамобиль на улицах Сан-Паулу, 2007 год

Доля католиков в Бразилии неуклонно сокращается; в 1872 году они составляли 99,72 % в населения Бразилии, в 1940 — 95 %; в 1960 — 93 % в 1991 — 83,3 %, в 2000 — 73,5 %. В двух бразильских штатах — Рио-де-Жанейро и Рорайма доля католиков упала ниже 50 %.
Католицизм в Бразилии попал под мощное влияние движения харизматического обновления. И хотя большинство католиков-харизматов остаются верными Римско-католической церкви, в Бразилии существуют и независимые католические церкви — Католическая харизматическая церковь (основана в 1979 году Джозефом Бушером в Канаде), Католическая апостольская обновлённая церковь (основана в 1996 году Жадером Перейрой Рейс), Католическая апостольская харизматическая церковь св. Экспедито, Католическая апостольская харизматическая церковь Бразилии, Католическая харизматическая церковь в Белеме (основана в 2006 году), Старокатолическая харизматическая церковь Бразилии, Старая католическая церковь Бразилии (основана в 2001 году Джоном Уэсли) и др.

## Протестантизм

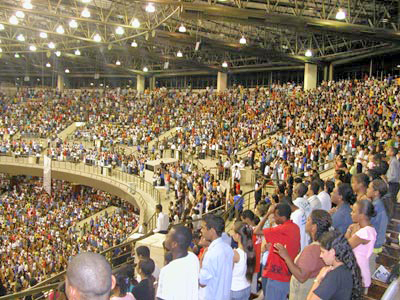
Богослужение в протестантской церкви

Хотя первые протестанты сходили на берег Бразилии ещё в XVI веке, по настоящему с протестантизмом страна познакомилась в первой половине XIX века, когда эмиграция из Европы приобрела массовый характер. Первую протестантскую церковь открыли английские эмигранты в 1819 году в Сан-Паулу. Первая лютеранская община была основана в Нова-Фрибургу в 1823 году немцами-переселенцами. Первая пресвитерианская церковь была открыта в 1862 году в Рио-де-Жанейро; к концу XIX века пресвитериане стали крупнейшей протестанткой конфессией. Первая баптистская церковь была основана американскими иммигрантами в 1871 году в Санта-Барбаре.
В 1910 году из Аргентины в Бразилию прибыл Луиджи Франческон — американец итальянского происхождения, перешедший в США в пятидесятничество. Служение Франческона положило начало пятидесятническим Христианским конгрегациям Бразилии. В ноябре 1910 года из США в страну приехали два шведа Даниэл Берг и Адольф Гюннар Вингрен. Бывшие баптисты, принявшие пятидесятничество, получили пророчество о необходимости стать миссионерами в городе Пара, о существовании которого они не знали. Служение Берга и Вингрена положило начало Бразильским Ассамблеям Бога (первое богослужение состоялось в 1911 году). В ходе мощного духовного пробуждения, начавшегося в стране в 1930-х годах, пятидесятники становятся крупнейшей протестантской конфессией. Появление новых пятидесятнических церквей, основанных самими бразильцами, таких, как Церковь «Бразилия за Христа» (1956), «Новая жизнь» (1960), Церковь «Бог есть любовь» (1962), Собор благословения (1964), Церковь «Маранафа» (1967) лишь ускорило рост пятидесятнического движения.

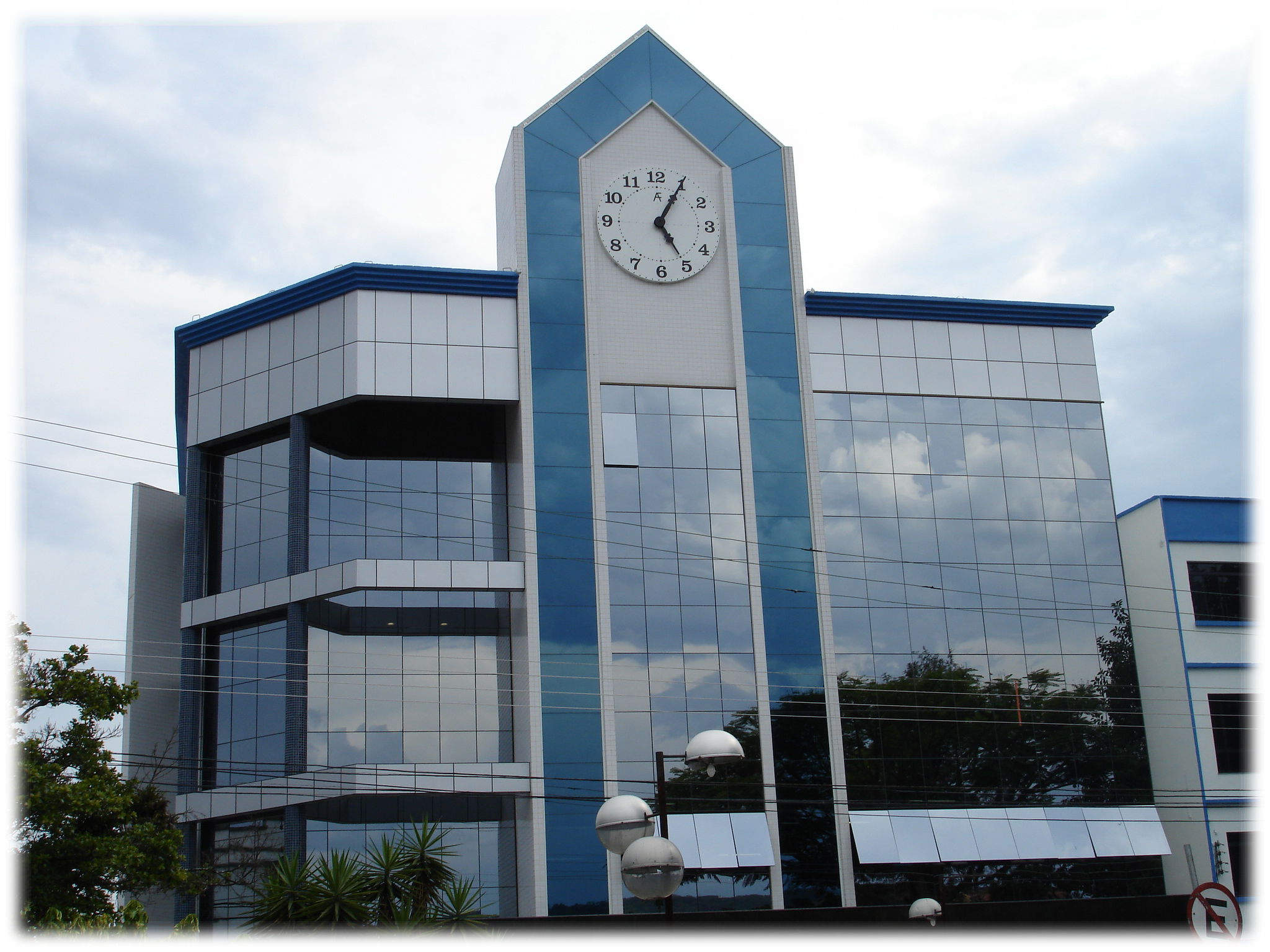
Храм Ассамблей Бога в Крисиума

Пятидесятническое пробуждение затронуло ряд протестантских церквей. Так, ещё в 1932 году часть адвентистов, принявших пятидесятнические доктрины, сформировали Адвентистскую церковь обетования. В 1965 году Баптистская конвенция Бразилии исключила из своего состава баптистские общины, признавшие практику говорения на иных языках, что привело к созданию ещё одной (пятидесятнической в вероучении) Национальной баптистской конвенции. В 1955 году пятидесятническое движение в Методистской церкви Бразилии привело к созданию Методистской веслиянской церкви, которая впоследствии вошла в Международную пятидесятническую церковь святости. Аналогичные процессы происходили и у пресвитериан, где возникла Обновлённая пресвитерианская церковь Бразилии.
Численность протестантов и их общая доля в населении Бразилии неуклонно растёт. Так, согласно переписи 1991 года протестанты составляли 9 % населения страны, в 2000 году их доля выросла до 15,4 %. В ходе всеобщей переписи населения в 2010 году к протестантам себя отнесли 42,3 млн бразильцев (22,2 % населения страны).
Крупнейшую протестантскую конфессию в Бразилии представляют пятидесятники (35,092 млн или ок. 85 % всех бразильских протестантов). Самая крупная пятидесятническая церковь — Бразильские ассамблеи Бога открыли по всей стране 116 тыс. церквей, прихожанами которых являются 21,5 млн человек. Немало в Бразилии и баптистов (2,784 млн), адвентистов седьмого дня (1,2 млн членов), лютеран (951,6 тыс.), пресвитериан и др.

## Восточные церкви

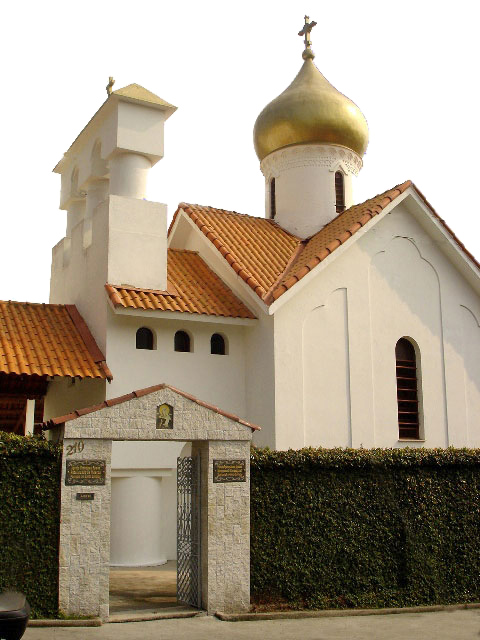
Православная церковь во имя святой мученицы Зинаиды. Рио-де-Жанейро.

Православие в Бразилию принесли сирийцы и ливанцы, которые иммигрировали в страну с конца XIX века. Позже, особенно после Первой мировой войны, к ним присоединились православные других национальностей — арабы, русские, украинцы, греки, румыны; а также армяне — представители Армянской апостольской церкви. Считается, что первое православное богослужение было проведено в 1897 году в одном из арендованных залов Сан-Паулу; в том же году члены этой общины провели первый на латиноамериканской земле крестный ход. Там же, в Сан-Паулу в 1903 году (по другим данным — в 1904) православными сирийцами, принадлежащими Антиохийской православной церкви, был построен первый православный храм; второй храм появился в 1915 году в городке Сан-Жоржи (штат Рио-де-Жанейро). К началу XX века в Бразилии проживало 26 тыс. православных.
Первый русский православный храм в Бразилии был построен в 1912 году в городе Кампина-дас-Мисойнс прибывшими туда эмигрантами из России. Храм был освящен во имя святого апостола и евангелиста Иоанна Богослова. В период Второй мировой войны он сгорел после чего был отстроен заново в 10 километрах от прежнего места.

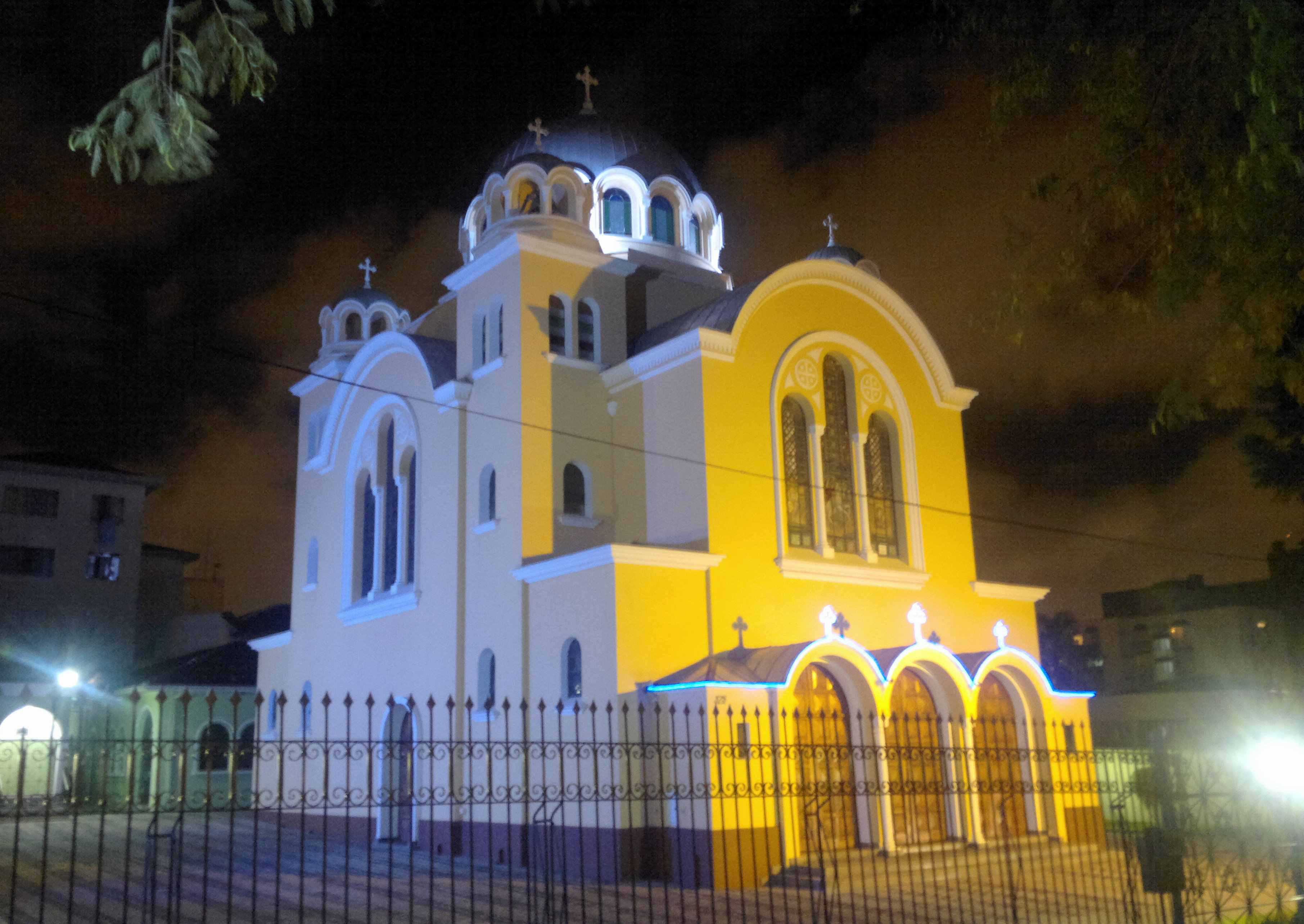
Антиохийская православная церковь в Куритибе

С октября 1925 года в помещении сирийской церкви Сан-Паулу действовал русский приход. В начале 1930-х годов в Сан-Хорхе (штат Сан-Паулу) появился третий православный храм. Вплоть до середины 1980-х годов в разных частях страны были основаны ещё 16 церквей, в том числе Свято-Николаевский собор в Сан-Паулу (в 1938 году). С 1934 года в Бразилии располагается архиерейская кафедра Русской православной церкви заграницей, первым её предстоятелем был епископ Сап-Паульский и всея Бразилии Феодосий (Самойлович). После подписания в 2007 году Акта об общении РПЦЗ и РПЦ ряд русскоязычных приходов перешли в РПЦЗ (Агафангела).
В ходе всеобщей переписи населения в 2010 году к восточным церквам себя отнесли 131,6 тыс. бразильцев. Приходы РПЦ в Бразилии входят в Аргентинскую и Южноамериканскую епархию, приходы РПЦЗ — в Буэнос-Айресскую и Южно-Американскую епархии. В Бразилии находятся епархии Константинопольского патриархата (в Сан-Паулу), Антиохийского патриархата (в Рио-де-Жанейро и Сан-Паулу), приходы Румынской, Сербской и Польской православных церквей. Среди неканонического православия наиболее крупными являются общины Православной церкви Португалии и Русская православная церковь заграницей под омофором митрополита Агафангела.
Имеются в стране и ряд старообрядческих поселений; первые старообрядцы прибыли в Бразилию в 1958 году из Гонконга и основали колонию близ Понта-Гроса.
Среди других восточных церквей самой крупной является Армянская апостольская церковь (26 тыс. верующих)).

## Маргинальное христианство

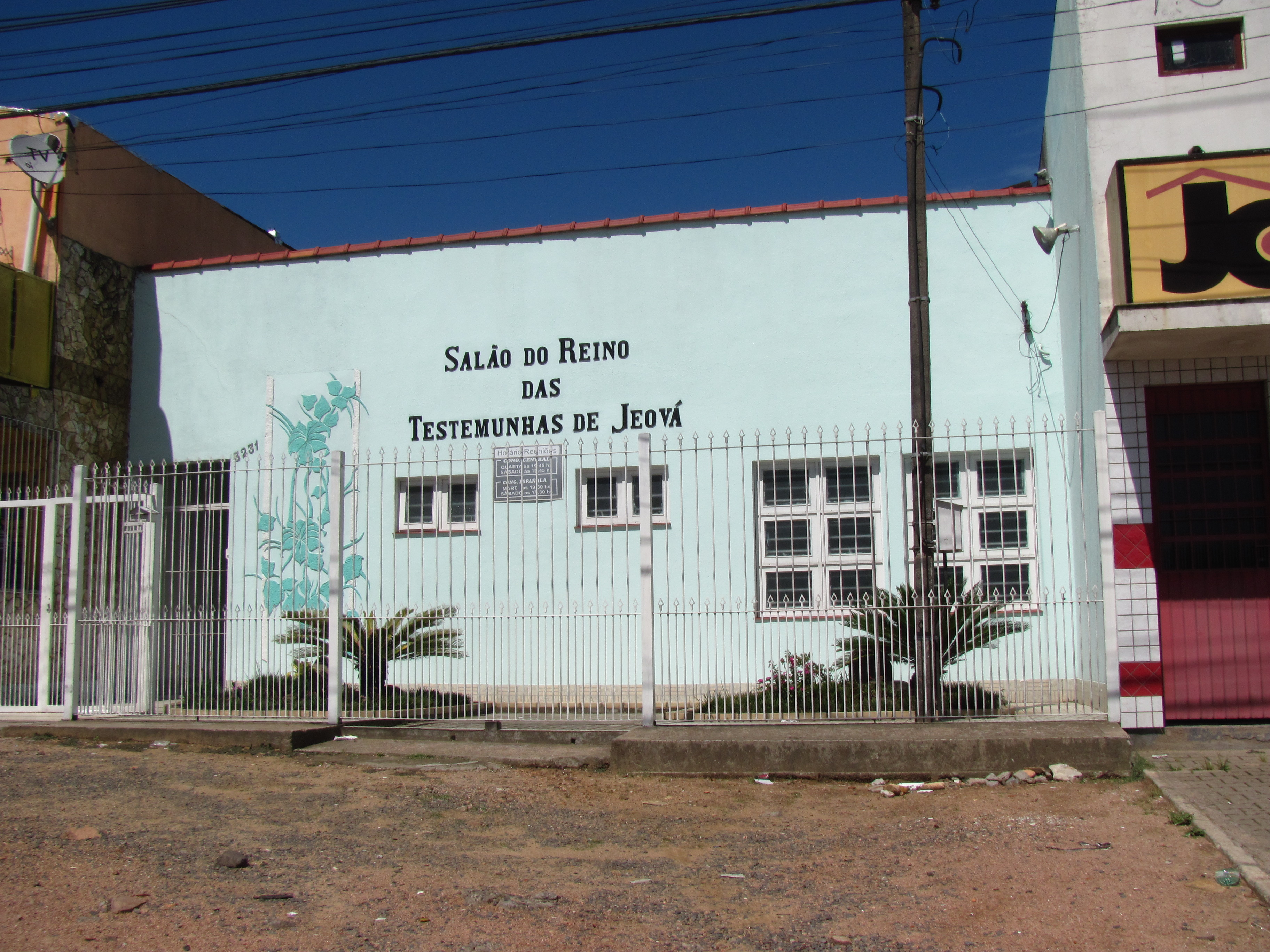
Зал Царств Свидетелей Иеговы в Виамане

По разным оценкам от 1,59 млн до 3 млн жителей Бразилии являются сторонниками различных организаций маргинального христианства.
Литература Свидетелей Иеговы поставлялась в Бразилию по почте ещё с 1899 года. В 1920 году в стране проповедовали 8 матросов, обращённых Свидетелями в Нью-Йорке. Первым постоянным миссионером Общества сторожевой башни стал канадец Джордж Янг, направленный в страну в 1923 году. В ходе переписи населения в 2010 году Свидетелями Иеговы себя назвали 1 млн 393 тыс. человек. Сама организация в 2012 году отчиталась о 756 тыс. крещённых возвещателях в 11,1 тыс. собраниях.
Первые новообращённые, пожелавшие присоединиться к Церкви Иисуса Христа святых последних дней, появились в стране в 1929 году; через два года в Бразилии был построен первый молитвенный дом мормонов. Перепись 2010 года выявила в стране 226,5 тыс. мормонов. Сама церковь заявляет о 1,25 млн последователях (1972 прихода), признавая, что значительное число из них являются неактивными прихожанами.
Среди других групп маргинальных христиан следует назвать Церковь объединения, Церковь Нового Иерусалима (последователи Сведенборга), сторонников Христианской науки.

## Критика христианства в Бразилии
Хотя христианская религия в целом до сих пор занимает значительное место в Бразилии, растёт число людей, которые, формально относя себя к христианам, не посещают церковь и допускают критику католицизма или протестантизма. Весьма высокую популярность в Бразилии имеет юмористический канал на Ютубе Porta dos Fundos («Задняя дверь»), периодически выпускающий юмористические скетчи на тему христианства и церкви.